# Vassili Grigorievitch Zaïtsev
 (décembre 2021).
Si vous disposez d'ouvrages ou d'articles de référence ou si vous connaissez des sites web de qualité traitant du thème abordé ici, merci de compléter l'article en donnant les références utiles à sa vérifiabilité et en les liant à la section « Notes et références ».
Pour les articles homonymes, voir Zaïtsev.
Vassili Grigorievitch Zaïtsev (en russe : Василий Григорьевич Зайцев ; né le 23 mars 1915 à Ieleniskoï et mort le 15 décembre 1991 à Kiev) est un tireur d'élite soviétique pendant la Seconde Guerre mondiale qui tua 225 soldats et officiers de la Wehrmacht et de ses alliés entre le 10 novembre et le 17 décembre 1942 pendant la bataille de Stalingrad.

## Biographie
Vassili Zaïtsev (« lièvre » en russe) est né à Ieleniskoï à une soixantaine de kilomètres au sud-est de Magnitogorsk (région de Tcheliabinsk) dans une famille de paysans. Étudiant dans une école de construction à Magnitogorsk, il intègre la marine soviétique en 1936 où il se spécialise dans la gestion. Affecté à la 284e division de fusiliers de Sibérie, il est sous-lieutenant de l'Armée rouge lorsqu'il traverse la Volga le 22 septembre 1942. C'est son propre commandant de régiment, le commandant Metelev, qui lui offre son fusil, un Mosin-Nagant, une arme qui va le faire entrer dans la légende.
On trouve mention de son nom dans les Carnets de guerre de Vassili Grossman, qui rapporte une histoire inédite, la censure soviétique s'étant probablement emparée de son histoire. Grossman y raconte que Vassili Zaïtsev aurait été condamné à mort pour avoir abattu un pilote de chasse allemand dont l'avion venait de s'écraser. Zaïtsev aurait ainsi abattu un potentiel informateur. Il aurait cependant été gracié et réintégré dans sa division pour son talent : du 10 novembre au 17 décembre 1942, il aurait ainsi abattu 225 officiers et soldats allemands, parmi lesquels onze tireurs d'élite. Blessé très grièvement aux yeux après avoir sauté sur une mine[réf. souhaitée] en janvier 1943, il conserva la vue grâce à sa notoriété qui lui permit d'être soigné par l'un des meilleurs médecins de Moscou, le professeur Vladimir Filatov.
Zaïtsev retourna au front et finit la guerre sur le Dniestr avec le grade de capitaine. Il rédigea ensuite deux manuels sur sa spécialité. Sa méthode, dite « chasse par six », est encore enseignée de nos jours. Il s'agit de couvrir un point par le feu croisé de trois binômes de tireurs-observateurs. Dans une interview qu'il donna en 1960, il affirme ne pas avoir entendu d'histoire spécifique sur un tireur d'élite allemand envoyé à Stalingrad pour l'éliminer personnellement.
Après la guerre, il travailla comme directeur d'une usine de constructions mécaniques à Kiev.

## Faits d'armes

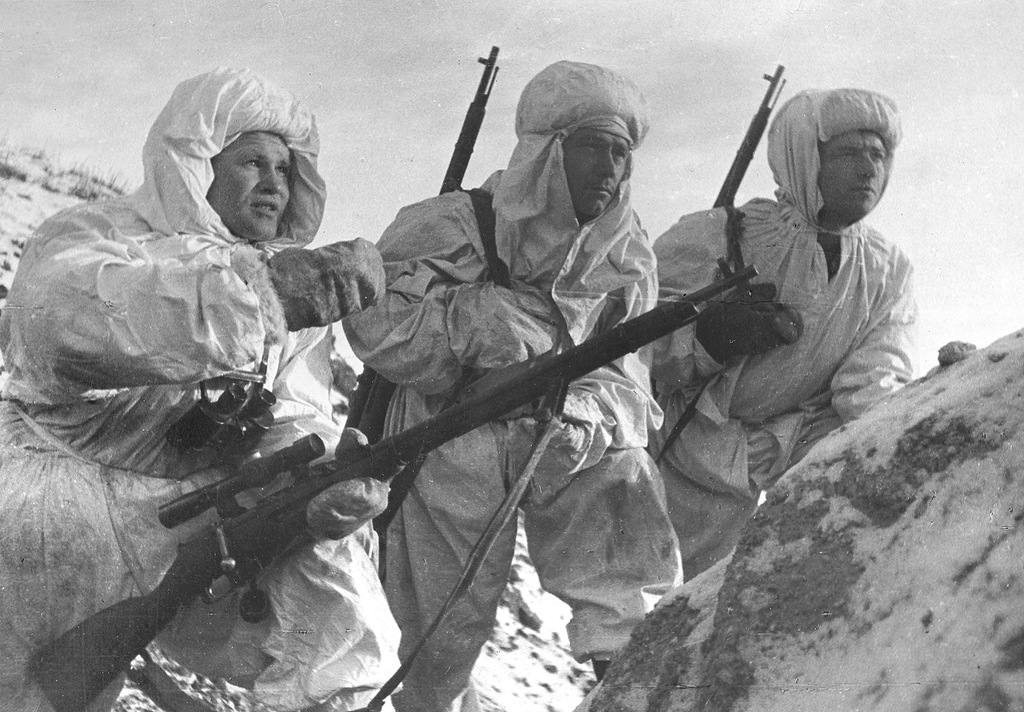
Zaïtsev (à gauche), à Stalingrad en décembre 1942.

Avant le 10 novembre, Vassili Zaïtsev avait déjà tué trente-deux soldats de l'Axe avec son fusil Mosin-Nagant ordinaire. On estime à vingt-huit le nombre de tireurs d'élite qu'il a entraînés. Ceux-ci tuèrent plus de 3 000 soldats ennemis. Certaines sources indiquent que la performance de Zaïtsev n'était pas unique et qu'un autre soldat soviétique, seulement identifié sous le nom de « Zikan », tua lui 224 soldats allemands avant le 20 novembre.
Selon le livre Stalingrad de l'historien anglais Antony Beevor, des sources soviétiques déclarèrent que les Allemands firent venir le chef de leur école de tireurs d'élite, le major Heinz Thorvald, pour l'arrêter. Après une traque de plusieurs jours, Zaïtsev repéra son adversaire se cachant sous un morceau de tôles ondulées et tira. Ce duel supposé est dépeint dans le film Stalingrad, réalisé par Jean-Jacques Annaud en 2001. Le viseur télescopique du fusil de Thorvald, prétendument le trophée le plus prisé de Zaïtsev, est toujours exhibé dans le musée central des forces armées, à Moscou. Cependant, l'histoire entière demeure essentiellement non confirmée,. Zaitsev indique dans ses mémoires qu'un duel de trois jours a eu lieu et que le sniper qu'il a tué était le directeur d'une école de snipers près de Berlin ; cependant Antony Beevor établit que les archives du ministère de la Défense de la fédération de Russie contredisent cela et que le duel a été inventé par la Propagande soviétique

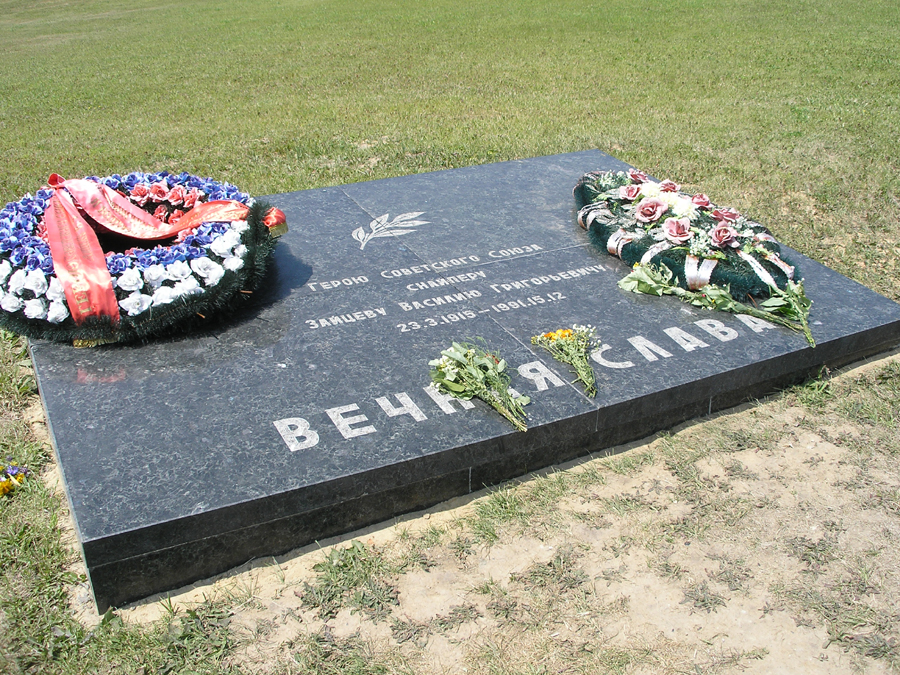
Pierre tombale de Vassili Zaïtsev sur les hauteurs de Kourgane Mamaïev à Volgograd, au pied de la Statue de la Mère-Patrie.

Zaïtsev mourut à l'âge de 76 ans à Kiev. Sa tombe se trouve à Volgograd, sur le Kourgane Mamaïev, au pied de la Statue de la Mère-Patrie.

## Médailles et distinctions
- Héros de l'Union soviétique (22 février 1943) ;
- « Citoyen honorifique de la ville héroïque de Stalingrad » (7 mai 1980) ;
- Ordre de Lénine ;
- 2 citations à l'ordre du Drapeau rouge ;
- Ordre de la Guerre patriotique, 1re classe ;
- Différentes médailles militaires.

## Filmographie
- Stalingrad (2001) de Jean-Jacques Annaud : Zaïtsev y est interprété par Jude Law.